# Morti nel 661
| Questa pagina contiene informazioni ricavate automaticamente dalle voci biografiche con l'ausilio del template Bio e di un bot. L'aggiornamento è periodico e automatico e ricostruisce completamente la pagina. Se manca una persona in questa lista, sei pregato di non aggiungerla, ma accertati piuttosto che la sua voce biografica contenga il template Bio e che i dati anagrafici siano correttamente compilati. Se il template Bio manca, inseriscilo tu stesso o, in alternativa, metti l'avviso {{tmp\|Bio}} che ne segnala la mancanza. Se i dati riportati sono sbagliati, correggi direttamente la voce biografica; le modifiche saranno visibili in questa lista entro pochi giorni. Per chiarimenti vedi il progetto biografie. La lista contiene solo le 8 persone che sono citate nell'enciclopedia e per le quali è stato implementato correttamente il template Bio. Pagina aggiornata al 10 feb 2025. |

- 29 gennaio - ʿAlī ibn ʾAbī Ṭālib, califfo (n. 599)
- 17 febbraio - Finan di Lindisfarne, vescovo scozzese
- 24 agosto - Kōgyoku, imperatrice giapponese (n. 594)
- Antonino di Milano, arcivescovo e santo italiano
- Ariperto I, re longobardo
- Fakhita bint Abi Talib
- Asma' bint 'Umays, religiosa araba
- Safwan b. Umayya, arabo